# Richard Edson
Richard Edson, né le 1er janvier 1954 à New Rochelle, dans l'État de New York, est un acteur et musicien américain.

## Biographie
Richard Edson est le premier batteur du groupe Sonic Youth, de 1981 à 1982. Après avoir quitté le groupe, il décide de s'orienter vers une carrière d'acteur en jouant dans environ 35 films. Un de ses rôles les plus marquants restera celui d'Eddie au côté de John Lurie dans le film culte de Jim Jarmusch, Stranger Than Paradise. Il a également joué des personnages importants dans Do the Right Thing de Spike Lee, Good Morning, Vietnam de Barry Levinson et Platoon d'Oliver Stone.
Ces dernières années il a eu une série de rôles remarqués en devenant l'acteur fétiche du réalisateur français Raphaël Nadjari dans sa trilogie américaine.

## Filmographie
- 1984 : Stranger Than Paradise de Jim Jarmusch
- 1985 : Recherche Susan désespérément de Susan Seidelman
- 1985 : Deux flics à Miami (Miami Vice, Saison 1, épisode 16)
- 1986 : La Folle Journée de Ferris Bueller de John Hughes
- 1986 : Platoon d'Oliver Stone
- 1987 : Walker d'Alex Cox
- 1987 : Good Morning, Vietnam de Barry Levinson
- 1988 : Les Coulisses de l'exploit (Eight Men Out) de John Sayles
- 1989 : Do the Right Thing de Spike Lee
- 1993 : Super Mario Bros – Spike
- 1994 : Motorcycle Gang – Volker
- 1995 : Strange Days de Kathryn Bigelow
- 1995 : Destiny Turns on the Radio – Gage
- 1996 : Les Flambeurs (en) (The Winner) d'Alex Cox
- 1998 : Lulu on the Bridge de Paul Auster
- 1999 : Comme un voleur de Scott Sanders
- 1999 : The Shade de Raphaël Nadjari
- 2000 : Cement d'Adrian Pasdar
- 2000 : I Am Josh Polonski's Brother de Raphaël Nadjari
- 2002 : Apartment 5C de Raphaël Nadjari
- 2004 : Starsky & Hutch de Todd Phillips
- 2004 : Land of Plenty de Wim Wenders
- 2004 : Goodnight, Joseph Parker
- 2005 : Welcome to California
- 2005 : The Kid and I
- 2006 : Cut Off
- 2006 : Hard Scrambled
- 2006 : The Astronaut Farmer
- 2007 : Under There
- 2008 : Columbus Day
- 2008 : Japan
- 2008 : Momma's Man
- 2008 : Vicious Circle (en)
- 2013 : Dans la tête de Charles Swan III (A Glimpse Inside the Mind of Charles Swan III) de Roman Coppola
- 2014 : Dark Hearts de Rudolf Buitendach (en) – Ravetti